# Vlag van Calgary

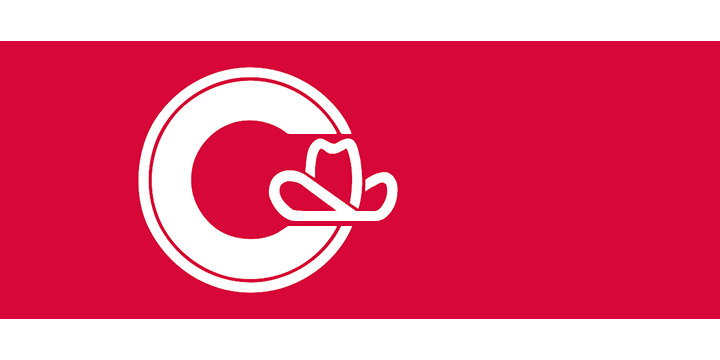
Vlag van Calgary (ratio 1:2)

De vlag van Calgary is ontworpen door Gwin Clarke en Yvonne Fritz. De vlag werd in 1983 officieel aangenomen als resultaat van een wedstrijd.
Het ontwerp bevat een cowboyhoed en de letter "C" op een rode achtergrond. De hoed heeft de vorm van een hand, als teken van gastvrijheid. De Calgary White Hat met de letter "C" symboliseert de burgers die in hun stad wonen.
De stadsbrede wedstrijd om de vlag te kiezen werd georganiseerd door de North Calgary JCs (Junior Chamber of Commerce) en voorgezeten door Bruce Lee. Er werden meer dan 1.000 inzendingen ontvangen en na drie sessies werden deze teruggebracht tot drie keuzes, die vervolgens werden overgedragen aan de stad.